# Chiusavecchia
Chiusavecchia – miejscowość i gmina we Włoszech, w regionie Liguria, w prowincji Imperia.
Według danych na rok 2004 gminę zamieszkiwały 474 osoby, gęstość zaludnienia wynosiła 158 os./km².